# Генріх Штерр
Генріх Штерр (нім. Heinrich Sterr; 24 вересня 1919, Ортенбург — 26 листопада 1944, Ферден) — німецький льотчик-ас винищувальної авіації, оберлейтенант люфтваффе. Кавалер Лицарського хреста Залізного хреста.

## Біографія
Після закінчення льотної школи зарахований в 6-у ескадрилью 54-ї винищувальної ескадри. Учасник Німецько-радянської війни. В 1944 році командував 16-ю ескадрильєю своєї ескадри. 26 листопада 1944 року його літак (FW.190A-8) був збитий американським винищувачем під час посадки і Штерр загинув.
Всього за час бойових дій збив 130 літаків, з них 120 радянських.

## Нагороди
- Нагрудний знак пілота
- Залізний хрест 2-го і 1-го класу
- Німецький хрест в золоті (23 липня 1943)
- Лицарський хрест Залізного хреста (5 грудня 1943) — за 86 перемог.
- Авіаційна планка винищувача